# Thyreoidektomie

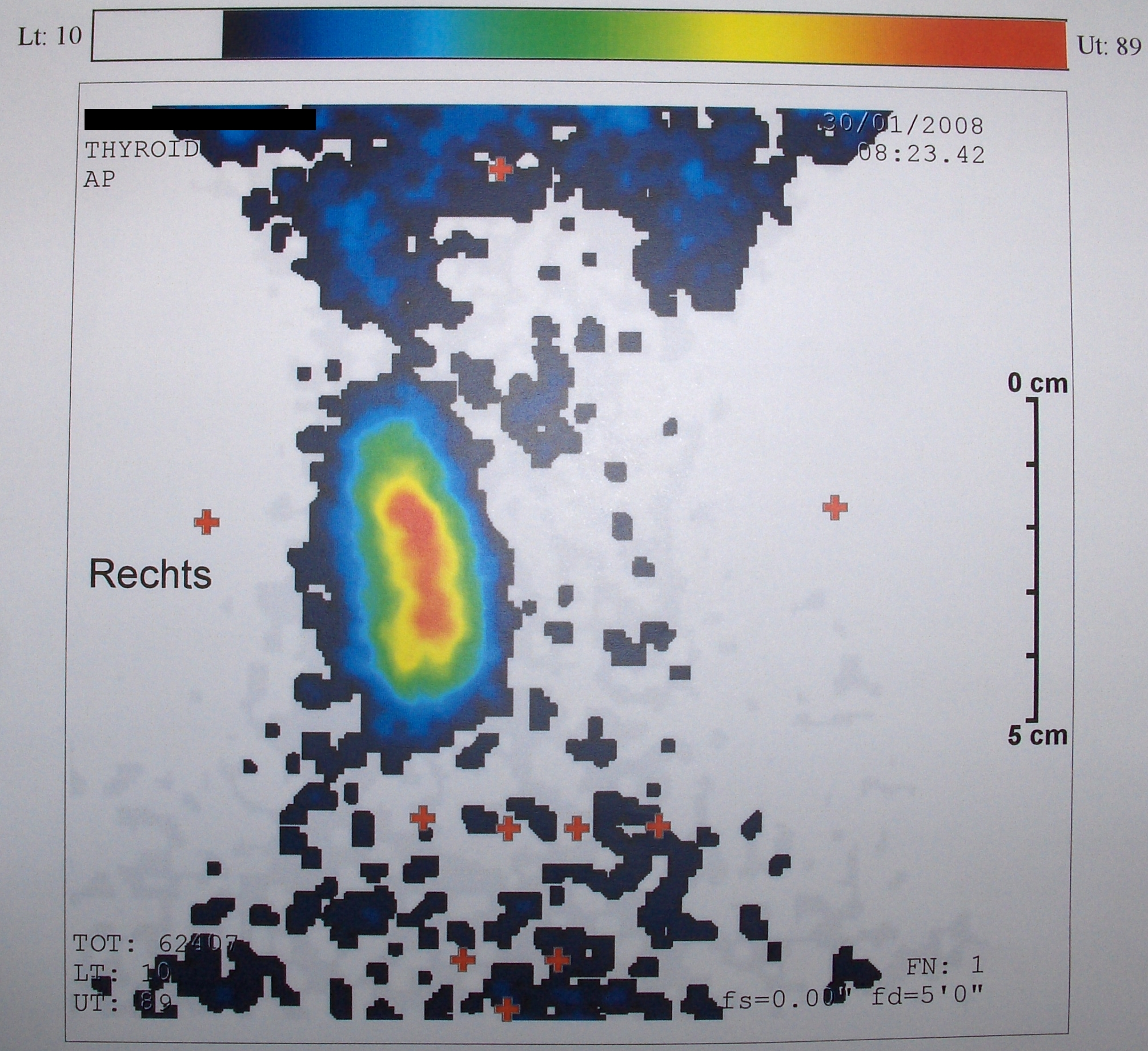
Schilddrüsenszintigrafie nach Hemithyreoidektomie links

Die Thyreoidektomie ist die operative Entfernung der gesamten Schilddrüse. Sie dient der Behandlung des Schilddrüsenkrebses oder der gutartigen Struma (des Kropfes). Wird der Eingriff nur einseitig durchgeführt, spricht man von einer Hemithyreoidektomie. Bei einer Strumaresektion (Entfernung einer gutartigen Schilddrüsenvergrößerung) wird die Schilddrüse nur teilweise entfernt, um einen funktionstüchtigen Rest zu erhalten.

## Indikation

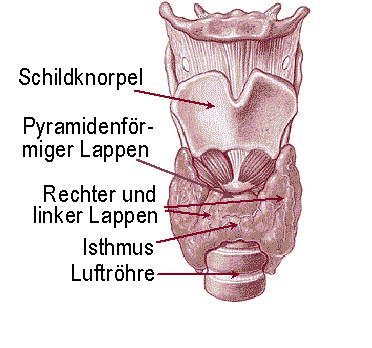
Anatomie der Schilddrüse

Ein Kalter Knoten begründet oft den Verdacht eines Schilddrüsenkarzinoms

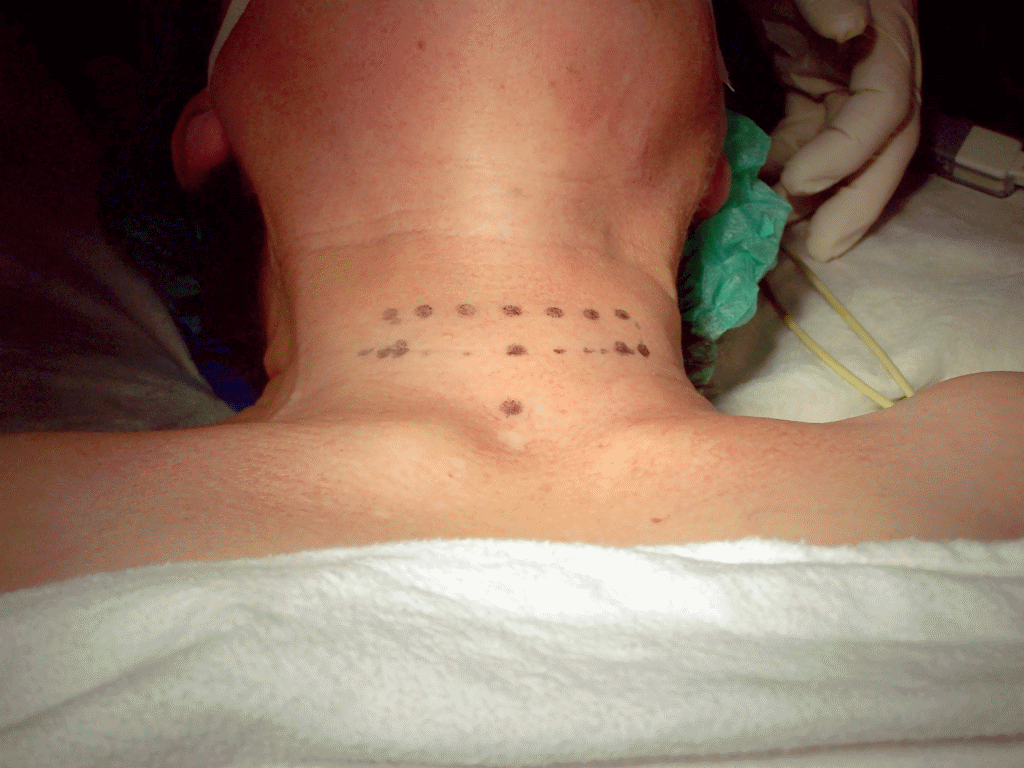
Zwei mögliche Schnittführungen (Kocher’scher Kragenschnitt)

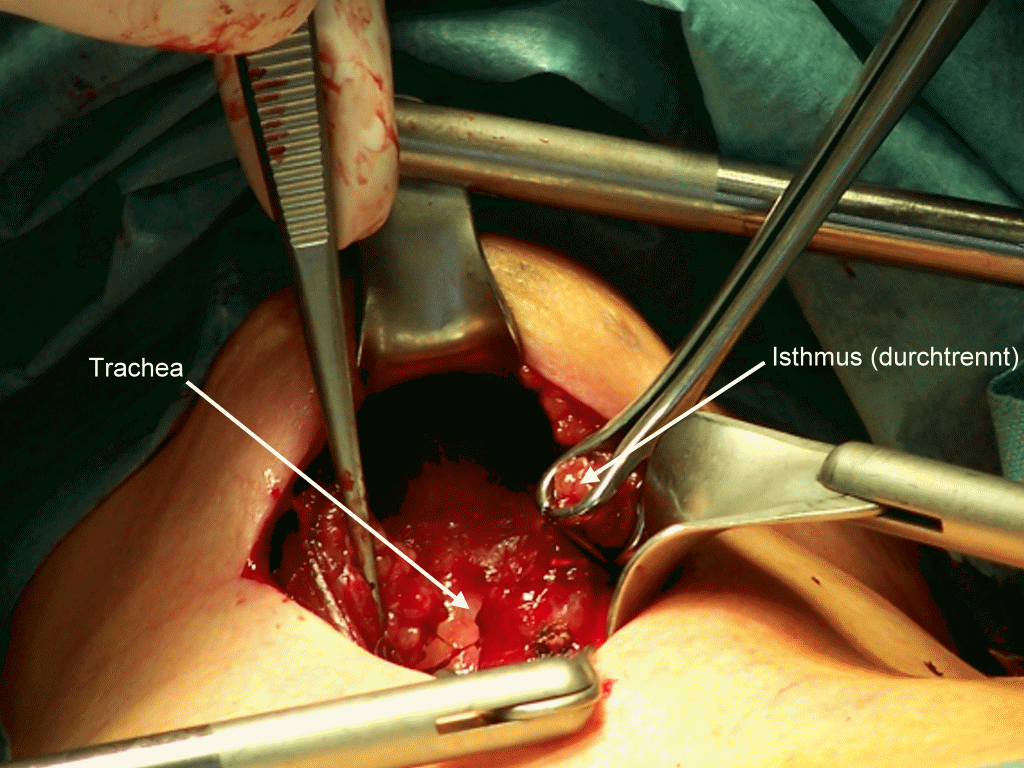
Der Isthmus ist durchtrennt und unterbunden, das Operationsfeld wird durch ein Retraktorsystem offen gehalten.

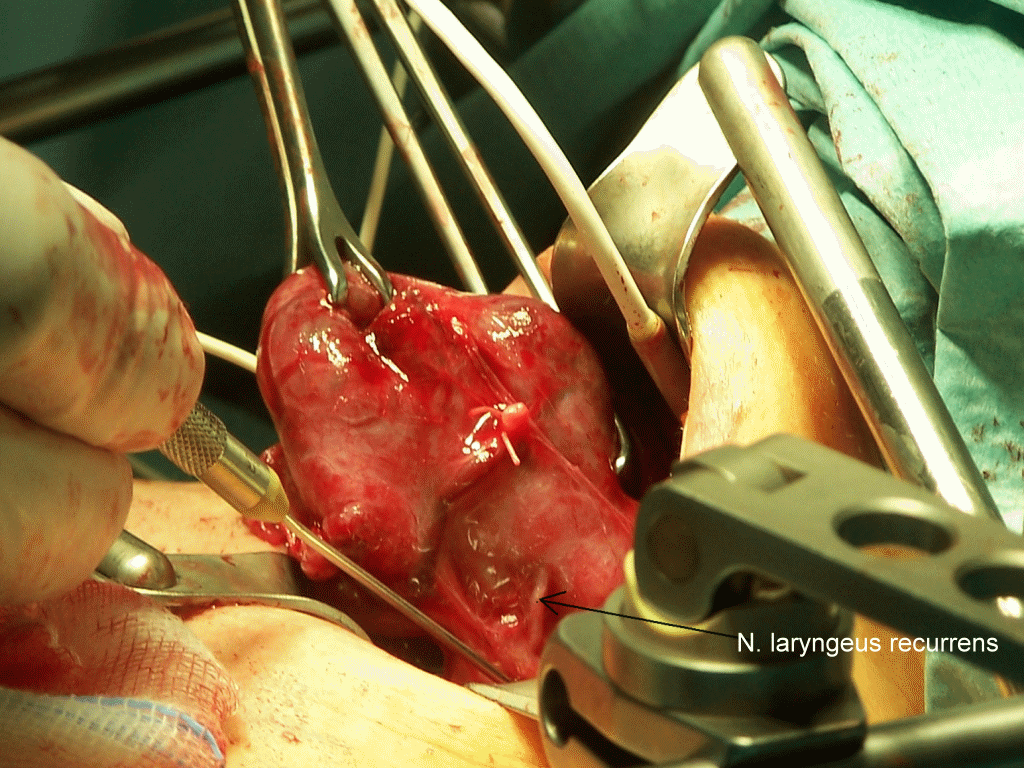
Der li. N. laryngeus recurrens ist vollständig dargestellt, per Neuromonitoring (Sonde) wird seine Funktion überprüft; der Lappen kann jetzt von der Trachea abgelöst werden.

Hauptindikation ist die maligne Struma. Nach Diagnose eines Schilddrüsenkrebses soll die Thyreoidektomie so bald wie möglich erfolgen. Liegt gleichzeitig eine Überfunktion der Schilddrüse (Hyperthyreose) vor, muss diese allerdings zunächst bis zur Normalisierung der Konzentration der Schilddrüsenhormone im Blut medikamentös vorbehandelt werden, da sonst im Rahmen der Operation eine thyreotoxische Krise auftreten kann.
Außerdem kommt die Thyreoidektomie bei der Behandlung der gutartigen diffusen oder knotigen Struma zur Anwendung, wenn mit einer Teilentfernung der Schilddrüse krankhaft verändertes Schilddrüsengewebe belassen werden müsste. Häufig wird daher eine Seite operativ entfernt, die andere subtotal reseziert (Dunhill-Operation).

Näheres zur Indikationsstellung bei gutartiger Struma siehe Strumaresektion.

## Voruntersuchungen
Die Untersuchungen, die zur Operationsindikation geführt haben, werden in den Hauptartikeln Untersuchung der Schilddrüse und Schilddrüsenkrebs beschrieben.
Die operationsvorbereitenden Untersuchungen beinhalten die klinische körperliche Untersuchung, speziell Herz- und Kreislaufuntersuchungen und meist eine Röntgenuntersuchung der Lunge. Weiterhin erfolgt eine Bestimmung des Blutbilds, der Elektrolyte, der Blutgerinnung, der Nierenfunktion und des CRP (zum Ausschluss einer Entzündung).
Die speziellen Untersuchungen vor einer Strumaresektion beinhalten die nochmalige Bestimmung der Schilddrüsenhormone sowie eine Untersuchung durch den Hals-Nasen-Ohrenarzt zur Beurteilung der Beweglichkeit der Stimmbänder.

## Operationsprinzip
Nach Freilegung der Vorderseite der Schilddrüse wird der Isthmus auf der vorderen Wand der Luftröhre unterfahren, angeklemmt, durchtrennt und mit blutstillenden Umstechungen versorgt. Die beiden Schilddrüsenlappen werden dann weitgehend aus der Umgebung herausgelöst und die zugehörigen Blutgefäße (Arteria thyroidea superior, Arteria thyroidea inferior sowie die begleitenden Venen; Einzelheiten siehe Schilddrüse) durchtrennt. Unter sorgfältiger Schonung des Stimmbandnerven (Nervus laryngeus recurrens) – zu dessen exakter Identifizierung meist das Neuromonitoring eingesetzt wird – und der Nebenschilddrüsen wird auf die Luftröhre vorgegangen, die bindegewebige Schicht zwischen Schilddrüse und Luftröhre durchtrennt und der Lappen entnommen.

## Schmerzausschaltung
Die Intubationsnarkose ist heute der Standard für die Thyreoidektomie. Bis Anfang der 1970er Jahre wurde die Operation auch in Lokalanästhesie ausgeführt, da beim versehentlichen Eröffnen einer großen Vene eine Luftembolie befürchtet wurde. Dieser konnte der wache Patient durch aktives Pressen entgegenwirken. Die Gefahr besteht bei einer modernen Überdruckbeatmung mit PEEP (positivem endexpiratorischem Druck) nicht mehr.

## Lagerung
Der Patient wird mit etwa 30° aufgerichtetem Oberkörper gelagert. Der Kopf ruht nach hinten geneigt in einer Schale, so dass der Hals überstreckt und die Schilddrüse gut zugänglich ist.

## Zugang
Standard ist der Kocher’sche Kragenschnitt, ein 5 bis 7 cm langer, geschwungener Querschnitt etwa zwei Querfinger oberhalb des Jugulums. Die Schnittführung wird vor der Operation am wachen Patienten markiert und aus kosmetischen Gründen wenn möglich in den Verlauf einer Hautfalte gelegt. Haut und Unterhautfettgewebe werden durchtrennt und nach oben und unten von der Muskulatur abgeschoben. Die gerade Halsmuskulatur wird in der Mittellinie geteilt und nach beiden Seiten von der Schilddrüse abgeschoben, die nun frei zugänglich ist. Bei sehr großen Schilddrüsen ist gelegentlich die Querdurchtrennung der kurzen geraden Halsmuskulatur erforderlich. In extremen Ausnahmefällen gelingt die Auslösung einer stark nach retrosternal ausgedehnten Schilddrüse nur mittels partieller medianer Sternotomie (Längsdurchtrennung des oberen Teils des Brustbeins).

## Ausweitung des Eingriffs
Sind (bei der Struma maligna) präoperativ Lymphknotenmetastasen bekannt oder werden diese während der Operation vorgefunden, wird eine radikale Thyreoidektomie mit Neck-Dissection zur regionalen Lymphadenektomie durchgeführt. Hierfür wird der Kocher’sche Kragenschnitt zum „Türflügelschnitt“ erweitert, in dem man in der Mittellinie einen geraden Längsschnitt anlegt, der kurz unter dem Kinn endet und dort quer nach beiden Seiten erweitert wird.

## Wundverschluss
Vor dem Wundverschluss werden zur Ableitung von Blut oder Wundsekret Redon-Drainagen eingebracht. Der Wundverschluss erfolgt dreischichtig: Muskulatur und Subkutangewebe werden jeweils mit resorbierbarem Nahtmaterial, die Haut mit monofiler Kunststoffnaht verschlossen. Der Hautverschluss erfolgt oft in der kosmetisch günstigen intrakutanen Nahttechnik. Alternativ können auch Adaptationspflaster oder Gewebekleber zur Anwendung kommen.

## Risiken

### Unspezifische Operationsrisiken
Blutungen während (intraoperativ) oder nach der Operation (postoperativ) können aufgrund der guten Durchblutung der Schilddrüse ein bedrohliches Ausmaß annehmen; bei absehbaren Schwierigkeiten (Rezidivstruma) werden daher vorab Blutkonserven bereitgestellt.
Wundinfektion und Wundeiterung treten aufgrund der guten Durchblutung sehr selten auf, sind gut zu erkennen und zu behandeln, hinterlassen aber meist sehr schlechte kosmetische Resultate.
Postoperative Thrombosen und Lungenembolien sind durch die schnelle Mobilisierbarkeit der Patienten ebenfalls selten.

### Spezifische Operationsrisiken
Eine vollständige Durchtrennung des Stimmbandnerven (Nervus laryngeus recurrens) führt zur permanenten Lähmung der Stimmmuskeln (Rekurrensparese) mit andauernder Heiserkeit. Eine Beschädigung durch Quetschung oder Überdehnung des Nerven u. Ä. führt ebenfalls zum vorläufigen Funktionsausfall, ist aber meist reversibel, heilt also ohne spezielle Therapie aus. Eine beidseitige Rekurrensparese kann – durch den Verschluss der Stimmritze aufgrund der fehlenden Spannung der Stimmmuskeln – zur vollständigen Verlegung der Luftröhre mit akuter Erstickungsgefahr führen. Dies macht gegebenenfalls die Anlage eines permanenten Tracheostomas nötig. Die exakte Darstellung des N. laryngeus recurrens wird daher heute laut Leitlinie zwingend gefordert. Zur Vermeidung einer Rekurrensverletzung kommt regelhaft das Neuromonitoring zur Anwendung. Sehr selten, da operationstechnisch einfacher vermeidbar, ist die Verletzung des N. laryngeus superior.
Die unbeabsichtigte Entfernung oder Beschädigung der Nebenschilddrüsen (Epithelkörperchen, Glandula parathyreoidea), die in vielen Fällen nur sehr schwer zu identifizieren sind, führt zu Entgleisungen des Calciumstoffwechsels (Hypokalziämie) mit der Folge einer Tetanie, die allerdings in der Regel durch Zufuhr von Calcium in Kombination mit Vitamin D gut behoben werden kann und nicht von Dauer ist (Siehe auch Hypoparathyreoidismus). Entfernte oder von der Durchblutung abgeschnittene Epithelkörperchen werden retransplantiert (autologe Transplantation), indem sie zerkleinert in einen Muskel (z. B. Musculus sternocleidomastoideus) eingenäht werden. Ist die Notwendigkeit einer Bestrahlung absehbar, beispielsweise beim anaplastischen Schilddrüsenkarzinom, ist auch die prophylaktische Entfernung der Epithelkörperchen und ihre Replantation abseits des Bestrahlungsgebiets (z. B. in einen Muskel des Unterarms) möglich.
Das Risiko ernsthafter Komplikationen ist bei Schilddrüsenkarzinomen in erster Linie von der Lage und Ausdehnung des Tumors abhängig und somit nicht mit zuverlässigen Zahlen zu beschreiben.

## Postoperative Kontrollen und Nachsorge
Einzelheiten zur Tumornachsorge finden sich im Hauptartikel Schilddrüsenkrebs
Die Stimmbandbeweglichkeit wird entweder durch Laryngoskopie direkt bei Narkoseausleitung oder durch Überprüfung der Phonation (hierzu fordert man den Patienten einfach zum Sprechen auf) nachgewiesen, um eine Rekurrensparese sofort zu erkennen. Bei Hinweisen auf Rekurrensparese muss die Atmung intensivmedizinisch überwacht werden.
Der Serumcalciumspiegel wird am ersten postoperativen Tag bestimmt, ist er deutlich erniedrigt, muss von einer Schädigung der Epithelkörperchen ausgegangen und gegebenenfalls Calcium zugeführt werden.
Eine Nachblutung (Hämatom) kann im Zweifelsfall mittels Sonografie von einer einfachen postoperativen Schwellung abgegrenzt werden.
Bei komplikationslosem Verlauf kann der Patient schon am Abend des Operationstages aufstehen und Flüssigkeiten zu sich nehmen. Vom ersten postoperativen Tag an kann normal gegessen werden, die Mobilität ist nicht eingeschränkt. Meist sind nur geringe Mengen an Schmerzmitteln erforderlich. Nur in den Fällen, bei denen aufgrund der Größe der Struma die Halsmuskulatur quer eingeschnitten werden musste, wird für die ersten 10 bis 15 Tage von extremen Umwendbewegungen des Kopfes abgeraten.
Nach Thyreoidektomie einschließlich Neck-Dissection hängt die Störung der Beweglichkeit sowie das Schmerzniveau vom Ausmaß der erfolgten Lymphadenektomie und der damit einhergehenden Teilentfernung von Muskulatur, Bindegewebe und Blutgefäßen ab. Sie kann daher längere Unterstützung der Halsmuskulatur, beispielsweise durch eine Schanz’sche Krawatte erforderlich machen.
Die Entfernung der Drainagen erfolgt am 2., die Krankenhausentlassung frühestens am 3., normalerweise am 4. oder 5. Tag nach der Operation. Die Hautnaht wird etwa nach einer Woche entfernt. Die verbleibende Narbe ist in den ersten acht bis zwölf Wochen noch auffällig und bildet erst dann ihre endgültige Breite und Farbe aus. Im Idealfall ist als Endergebnis nur mit Mühe ein feiner Strich in einer Hautfalte zu sehen, das Ausmaß der Narbenbildung ist jedoch von Patient zu Patient unterschiedlich. Nach Neck-Dissection über den „Türflügelschnitt“ ist die Narbenbildung natürlich wesentlich ausgedehnter.
Die Nachsorge besteht aus regelmäßiger Kontrolle der Schilddrüsenhormone und des TSH. Außer beim vollständig entfernten kleinen papillären Carcinoma in situ der Schilddrüse wird im Anschluss regelmäßig eine Radiojodtherapie (RJT) durchgeführt. In diesem Rahmen wird auch eine erneute Szintigrafie angefertigt, die über die Vollständigkeit der Thyreoidektomie Auskunft gibt und auch bislang unentdeckte Lymphknoten- oder Fernmetastasen zur Darstellung bringt. Die RJT bekämpft zuverlässig kleine verbliebene Tumorreste, Lymphknotenmetastasen und auch jodspeichernde Fernmetastasen. Dies gilt nicht für die nicht-jodaviden (kein Iod speichernden) Tumoren, beispielsweise die anaplastischen oder medullären Karzinome. Der Erfolg der RJT wird drei Monate später durch eine erneute Szintigrafie dokumentiert.
Sonografische Kontrollen werden zunächst engmaschig (alle 3 Monate) durchgeführt, erneute Kontroll-Szintigrafien zunächst in jährlichem Abstand.
Der Funktionsausfall der entfernten Schilddrüse wird durch eine Hormonersatztherapie (Hormonsubstitution) ausgeglichen, in dem in Tablettenform L-Thyroxin (freies T4) verabreicht wird. Die geeignete Dosierung wird durch Bestimmung des TSH-Wertes ermittelt, der bei Schilddrüsenkarzinomen zwischen 0,05 und 0,1 mU/l liegen sollte. Nach gutartigen Erkrankungen wird ein Ziel-TSH von 0,4 bis 0,9 mU/l bei einer Anfangsdosis von 1 µg L-Thyroxin je kg Körpergewicht empfohlen.

## Geschichte
1791 führte der französische Chirurg Pierre-Joseph Desault die erste beschriebene Schilddrüsenresektion durch.
Die Thyreoidektomie wurde – damals noch unter der heute nicht mehr üblichen Bezeichnung Strumektomie – 1876 von dem Schweizer Chirurgen und Nobelpreisträger (1909) Emil Theodor Kocher als Totalexstirpation einer Struma (also im Sinne der heutigen Terminologie eher als Thyreoidektomie) durchgeführt und 1878 unter dem Titel „Exstirpation einer Struma retrooesophagea“ veröffentlicht. In den folgenden 10 Jahren trug er wesentlich zu einer Verbesserung der Operationstechnik bei und konnte die Sterblichkeitsrate infolge einer Totalexstirpation erheblich senken. Im Jahre 1883 veröffentlichte Kocher, dass Totalexstirpationen zu einem dem Kretinismus ähnlichen Zustand führen könnten. Dies könnte verhindert werden, indem ein Rest Schilddrüsengewebe im Körper des Patienten verbleibe. Nach Emil Theodor Kocher sind der Kocher’sche Kragenschnitt sowie die Kocher-Klemmen benannt, die noch heute benutzt werden.
1884 wurde von Ludwig Rehn die erste Schilddrüsenresektion bei einer Hyperthyreose in Deutschland durchgeführt.